# Ламурё, Робер
Робер Ламурё (фр. Robert Lamoureux; 4 января 1920, Сен-Манде, Франция — 29 октября 2011, Булонь-Бийанкур) — французский актёр, режиссёр, эстрадный певец, сценарист и драматург.

## Биография
Начинал свою карьеру в кабачке, где он показывал собственные песни, скетчи и рассказывал забавные монологи (юмористическая импровизация).
Робер Ламурё впоследствии коснётся всех граней спектакля: мюзик-холл, диск, радио, театр…
Он — автор бульварных пьес, получил (фр. Un grand prix du disque) прежде чем его заинтересовало кино.
В 1950 году он имел большие успехи в театре, где играл соблазнительных и смешных персонажей.
Характерный персонаж Ламурё — роль Робера Ланглуа, главного героя в фильмах «Папа, мама, служанка и я», «Папа, мама, моя жена и я». Огромный успех этих комедий в дальнейшем стал следствием его спектакля в театре «Папа, мама, служанка и … вы».
В 1960 году он начал сам снимать фильмы: «Очаровательный», «А вот и брюнетка!» по пьесам, автором которых является он сам. Эти фильмы имели успех у публики, но были забракованы критикой.
После долгого перерыва Робер вернулся с серией военных кинокомедий о «седьмой роте» («Куда же делась седьмая рота?» и два фильма-продолжения), где он выступил в качестве актёра, режиссёра и сценариста.
Следующей ролью актёра стало участие в фильме «Плохой ученик».
Но, как говорил Ламурё, кино он предпочитает театр, которому он посвятил существенную часть своей карьеры.
Он также известен как автор и исполнитель эстрадных песен. Выпустил несколько альбомов.
Был дважды женат. Первый раз женился в 1942 году на Симоне Шайно, в браке родилось трое детей, спустя 19 лет они развелись. Второй раз женился в 1964 году на Магали Вендей, которая родила ему дочь. Они прожили в браке до её смерти в 2009 году.

## Избранная фильмография

### Режиссёр
- 1960 — Очаровательная / Ravissante
- 1960 — А вот и брюнетка! / La Brune que voilà (телеспектакль)
- 1973 — Куда же делась седьмая рота? / Mais où est donc passée la septième compagnie
- 1974 — Невозможно… не французское слово / Impossible… pas français
- 1975 — Мы нашли седьмую роту / On a retrouvé la septième compagnie
- 1975 — Операция «Леди Марлен» / «Opération Lady Marlène»
- 1977 — Седьмая рота при свете луны / La Septième Compagnie au clair de lune

### Актёр
- 1951 — Король уличных торговцев / Le roi des camelots — Робер
- 1951 — Дотация Адели / Le don d’Adèle — Робер Ламуре
- 1951 — По ходу волн / Au fil des ondes
- 1951 — Каждый в своё время / Chacun son tour — Робер Монтфор
- 1952 — Алло… люблю тебя / Allô… je t’aime — Пьер Палетт
- 1953 — Открытое письмо / Lettre ouverte — Мартиаль Симоне
- 1953 — Обаятельный враг / L’incantevole nemica (Франция, Италия) — Роберто Манцини
- 1953 — Поприветствовал и поцеловал / Saluti e baci (Франция, Италия) — играет самого себя
- 1953 — Виржил / Virgile — Франсуа Виржил — главная роль
- 1954 — Служебная лестница / Escalier de service — Франсуа Бертье
- 1954 — Папа, мама, служанка и я / Papa, maman, la bonne et moi… — Робер Ланглуа — главная роль
- 1955 — Волшебная деревня / Village magique (Франция, Италия) — Робер — главная роль
- 1955 — Если бы нам рассказали о Париже / Si Paris nous etait conte — Лотюд
- 1956 — Папа, мама, моя жена и я / Papa, Maman, ma femme et moi — Робер Ланглуа — главная роль
- 1956 — Встреча в Париже / Rencontre à Paris — Морис Легран — главная роль
- 1957 — Приключения Арсена Люпена / Les Aventures d’Arsène Lupin — Арсен Люпен — главная роль
- 1957 — Любовь — игра / L’amour est en jeu — Робер Файярд — главная роль
- 1957 — Одна фея не как другие / Une fée… pas comme les autres (анимационный) — рассказчик
- 1958 — Жизнь вдвоём / La Vie à deux — Тьерри Раваль
- 1959 — Подписано: Арсен Люпен / Signé Arsène Lupin — Арсен Люпен — главная роль
- 1960 — Француженка и любовь / La Française et l’Amour (Франция, Италия) — господин Дезире
- 1960 — Очаровательная / Ravissante (Франция, Италия) — Тьерри
- 1960 — А вот и брюнетка! / La Brune que voilà (телеспектакль) — Жермен — главная роль
- 1964 — Рабыни ещё существуют / Le schiave esistono ancora — рассказчик
- 1973 — Куда же делась седьмая рота? / Mais où est donc passée la septième compagnie — полковник Бланше
- 1974 — Невозможно… не французское слово / Impossible… pas français — садовник
- 1975 — Мы нашли седьмую роту / On a retrouvé la septième compagnie — плолковник Бланше
- 1975 — Операция «Леди Марлен» / Opération Lady Marlène (Франция, ФРГ) — генерал
- 1977 — Плохой ученик / L’Apprenti salaud — Антон Чапелот — главная роль
- 1981 — Шарлатан / Le charlatan (ТВ) — Альберт Монане
- 1984 — Увезите меня к театру: суповая миска / Emmenez-moi au théâtre: La soupière (ТВ) — дядя Альфонс — главная роль
- 1985 — Maguy (сериал)
- 1991 — День королей (Крещение) / Le Jour des rois — Альберт

### Автор
- L’Amour foot
- Le charlatan
- La Taupe
- Diable d’homme
- А вот и брюнетка! / La Brune que voilà / "Моя парижанка"
- Si je peux me permettre
- La Soupière
- Un rossignol chantait
- Frédéric
- Échec et meurtre
- Le Tombeur
- Adélaïde 90